# Одинокая звезда (телесериал)
«Одинокая звезда» (англ. Lone Star) — американская телевизионная драма, выходившая в эфир канала Fox с 20 по 27 сентября 2010 года в 21:00. После двух низкорейтинговых эпизодов канал объявил о закрытии сериала 28 сентября 2010 года.

## Сюжет
Уроженец Техаса Роберт Аллен живёт двумя жизнями. В качестве Боба он женат на обворожительной Кэт, живёт в Хьюстоне и работает на своего тестя, нефтяного магната. На расстоянии четырёх сотен миль в Мидленде его знают как Роберта в краях, где живёт его невеста Линдси. Его жизнь идеально сбалансирована между двумя женщинами, которых он любит, и преданностью своему отцу мошеннику со стажем. Однако каждое действие Роберта сопровождается внутренней борьбой и осознанием того, что один неверный шаг может разрушить всё.

## В ролях

### Основной состав
- Джеймс Уок в роли Роберта «Боба» Аллена (англ. Robert «Bob» Allen) — мошенник из Техаса, ведущий двойную жизнь. Женат на дочери нефтяного магната в Хьюстоне, обручён с Линдси в Мидленде. Влюблён в обеих женщин, хочет начать нормальную жизнь.
- Эдрианн Палики в роли Кэт Тетчер (англ. Cat Thatcher) — дочь Клинта. В молодости вышла замуж за своего школьного парня Гаррисона и родила от него дочь. Их брак закончился разводом. Вышла замуж за Роберта, в котором разглядела качества, не хватавших её первому мужу[4].
- Элоиза Мамфорд в роли Линдси Холловэй (англ. Lindsay) — ничего не подозревающая невеста Роберта, живущая в Мериленде.
- Дэвид Кит в роли Джона Аллена (англ. John Allen) — отец Роберта, воспитывал сына, как напарника для своих махинаций.
- Брайс Джонсон в роли Дрю Тетчера (англ. Drew Thatcher) — младший ребёнок в семье Клинта, восторгающийся Робертом[5].
- Марк Дэклин в роли Трэммелла Тетчера (англ. Trammell Thatcher) — старший сын Клинта, муж Блейк. Имеет подозрения относительно деятельности Роберта.
- Александра Доук в роли Грейс Тетчер (англ. Grace Thatcher) — дочь Кэт от первого брака с Гаррисоном[6].
- Джон Войт в роли Клинта Тетчера (англ. Clint Thatcher) — нефтяной магнат из Техаса, отец Кэт, Дрю и Трэммэлла.

### Второстепенные персонажи
- Энди МакДауэлл в роли Алекс (англ. Alex) — искусствовед-оценщица. В неё влюбляется Клинт и, как вскоре выясняется, женщина может быть опасной[7].
- Роза Блази в роли Блейк (англ. Blake) — жена Трэммелла, «а-ля леди Макбет»[8].
- Сара Джонс в роли Гретхэн (англ. Gretchen) — проблемная сестра Линдси, начинающая подозревать, что Боб — не тот, за кого себя выдаёт.
- Чед Фауст в роли Гаррисона (англ. Harrison) — бывший муж Кэт, с которым она встречалась ещё в школе. Эгоистичная и неверный, хочет вернуть Кэт и убедить её, что он изменился[9].

## Производство
В октябре 2009 года, состоялась встреча глав канала с Кайлом Килленом. В середине января 2010 года Fox официально заказал съёмки пилота под рабочим названием «Мидленд» (англ. Midland). Марка Вебба назначили режиссёром пилота. В начале февраля Эми Липпман, Крис Кейсер, Керри Кохански Робертс и Пол Вайц заняли пост исполнительных продюсеров.
Поиск актёров начался в середин февраля. Джеймс Вок стал первым актёром, попавшим в проект — он получил главную роль Роберта Аллена. Затем контракт подписала Элоиза Мамфорд (в роли невесты Аллена, Линдси). В марте Эдриан Палики и Брайс Джонсон получили роль сестры и брата, Кэт и Дрю Тетчер, соответственно. По сценарию Кэт — жена Роберта. Джона Войта взяли на роль Клинта Тетчера, а Дэвид Кит сыграл роль Джона Аллена — глав двух центральных семей. Марк Дэклин и Ханна Ли стали последними актёрами основного состава, получившими роли в конце марта. Дэклин сыграл брата Кэта и Дрю, Трэммелла, а Ли исполнила роль Грейс — дочери Кэт.
Съёмки проходили в Далласе, штат Техас, во второй половине марта 2010. Канал купил сериал в середине мая — теперь проект назывался «Одинокая звезда». На презентации канала стало известно, что в эфир шоу выйдет осенью 2010 — новые серии будут транслироваться по понедельникам в 21:00. Съёмки шоу также проходили в Форт-Уэрте в Техасе. Липпман и Кейсер стали шоураннерами сериала. Съёмки остальных эпизодов начались в конце июля 2010.
В августе 2010 стало известно, что Энди МакДауэлл и Роза Блази появятся в сериале, однако эпизоды с их участием не вышли в эфир.

## Релиз
В ранних обзорах сериала говорилось, что «шоу не похоже ни на одно из существующих на современном телевидении». «The A.V. Club» оценил пилот на «A», назвав серию «лучшим пилотом этого года» и, возможно, лучшим пилотом со времён премьеры шоу «Огни ночной пятницы».
Несмотря на высокие оценки критиков, пилот привлёк лишь 4,1 млн зрителей, и будущее шоу оказалось под вопросом. Автор сериала, Кайл Киллен, заявил:
Чтобы сериал остался на плаву, должно произойти чудо. По статистике, новые сериалы теряют зрителей уже на второй эпизод. Мы пытаемся привлечь аудиторию. Да чёрт побери, нам нужно вдвое больше зрителей! Хорошая новость в том, что нас смотрело так мало людей, что если второй эпизод посмотрят мои мама и папа — это нам здорово поможет!
Шоу официально отменили после показа второго эпизода, 28 сентября 2010 года. Сериал стал первым закрытым проектом телевизионного сезона. Кайл Киллен пошутил, что Роберт, Кэт и Линдси обратились в мормонов и стали жить вместе.

## Список эпизодов
| # | Название                                     | Режиссёр      | Сценарий      | Кол-во зрителей в млн. | Премьера         |
| --- | -------------------------------------------- | ------------- | ------------- | ---------------------- | ---------------- |
| 1 | «Pilot / Пилот»                              | Марк Уэбб     | Кайл Киллен   | 4.06                   | 20 сентября 2010 |
| Роберт Аллен — харизматичный и расчётливый мошенник, который ставит перед собой цели и добивается их. Он живёт двумя жизнями в разных частях Техаса. В Хьюстоне его зовут Боб, он женат на Кэт — дочери нефтяного магната Клинта. В нескольких сотнях миль, в Мидленде, у Роберта есть милая подруга Линдси. Он играет роль идеального парня, вытягивая деньги из местных инвесторов, оставляя их без последних сбережений. |                                              |               |               |                        |                  |
| 2 | «One In Every Family / В семье не без урода» | Питер Хортон  | Кайл Киллен   | 3.2                    | 27 сентября 2010 |
| Чтобы развеять сомнения Клинта относительно сделок по ветряным мельницам, Боб нанимает первоклассного мошенника — своего отца. Линдси начинает понимать, что практически не знает своего мужа, а появление сестры девушки ставит под угрозу всё, что успел сделать Боб. Кэт вновь вынуждена спасать своего брата Дрю, когда тот оказывается в тюрьме за пьяную выходку.                                                     |                                              |               |               |                        |                  |
| 3 | «Unveiled / Разоблачение»                    | Скотт Винант  | Крис Блэк     | N/A                    | N/A              |
| Линдси и Роберт готовятся к свадьбе. Сестра Линдси, Грэтхэн, доставляет неудобства Бобу. Трэммэлл при помощи своей жены Блэйк пытается раскопать любую информацию, которая не позволит молодому мужчине заняться их семейным бизнесом. Между тем, с помощью Кэт Клинт заводит несколько знакомств. |                                              |               |               |                        |                  |
| 4 | «Small Time / Это лишь начало»               | Стивен Робман | Крис Левинсон | N/A                    | N/A              |
| Брешь в системе безопасности фирмы заставляет Клинта, Трэммэлла и Дрю устроить проверку своих сотрудников. Тем временем, Клинт приглашает Алекс на свидание, а Трэммэлл решает узнать больше о прошлом женщины. Линдси хранит секрет в Мидленде, а в Техасе бывший муж Кэт наносит неожиданный визит. |                                              |               |               |                        |                  |
| 5 | «Near Mrs. / Рядом со своей любимой»         | Дэн Лернер    | N/A           | N/A                    | N/A              |
| 6 | «Reverse / Обратный ход»                     | Билли Гирхарт | Кайл Киллен   | N/A                    | N/A              |
| 7 | «Cost Of Living / Цена жизни»                | N/A           | Эндрю Колвилл | N/A                    | N/A              |

## Саундтрек
Официально альбом с песнями из сериала не издавался.
Промо и трейлеры сериала:
1. «Bright Stars» — Kurt Hunter
2. «I’m Not Calling You A Liar» — Florence & The Machine
3. «God’s Gonna Cut You Down» — Johnny Cash
4. «Ain’t No Easy Way» — Black Rebel Motorcycle Club

Эпизод 1:
1. «Eyes» — Rogue Wave
2. «The Cave» — Mumford & Sons
3. «Little Lion Man» — Mumford & Sons
4. «Hang Me Up To Dry» — Cold War Kids
5. «Heartbeats» — Jose Gonzalez
6. «When The Curtain Calls For You» — Jonathan Fire*Eater
7. «Kettering» — The Antlers
8. «Awake My Soul» — Mumford & Sons

Эпизод 2:
1. «Howl» — Junip
2. «Afraid Of Everyone» — The National